# 邵伯湖
邵伯湖是一个位于中国江苏省扬州市邗江区、高邮市、江都区的湖泊，面积约为98平方千米，平均水深约为1.1米，蓄水量约为1.1亿立方米，位於南水北調東線工程起點以北僅十公里。2005年2月，被列入江苏省湖泊保护名录。